# Auguste Jordan
Pour les articles homonymes, voir Jordan.
Auguste « Gusti » Jordan, né le 21 février 1909 à Linz en Autriche-Hongrie et mort le 17 mai 1990 à Château-Thierry, était un footballeur professionnel français naturalisé en 1938, avant-centre puis demi-centre, et enfin défenseur. Comptant 16 sélections avec l'équipe de France, il fut notamment sélectionné pour participer à la Coupe du monde 1938 en France.

## Biographie
Surnommé le Baby de Linz du fait de son petit gabarit, il débute comme professionnel au Floridsdorfer AC de Vienne en 1932, et arrive en France en août 1933 au RC Paris grâce à Jimmy Hogan où il reste 12 saisons (les 6 premières aux côtés de son compatriote Rudi Hiden ; un 3e autrichien, devenu français entre-temps, Henri Hiltl, les y rejoint durant la saison 1939/40).
Il possède le plus beau palmarès français de la première moitié du XXe siècle, Jean Boyer (4 coupes de France et 1 finale) et Paul Nicolas (4 coupes) n'ayant pu être sacrés en leur temps champions de France, et alors que Rudi Hiden, Maurice Dupuis et le guyanais Raoul Diagne ne remportent « qu'un » championnat et 3 coupes avant-guerre. 
Il est également sélectionné à seize reprises en équipe de France de Football et il est quart de finaliste de la Coupe du monde en 1938.
Jordan remporte le championnat de Belgique en 1963 comme entraîneur du Standard de Liège (en succédant le 6 décembre 1962 à Jean Prouff tombé malade). Il entraîne également successivement le Stade athlétique spinalien (1940/1941), le Red Star (1947/1948), l'Olympique de Marseille (1949/1950), le SM Caen (1950/1951), l'équipe nationale de Sarre (1951/1952), le Racing club de Paris, club de ses débuts français (1953 à 1958) et le Lausanne Sports.

## Carrière

### Joueur
- 1924-1932 : Linz ASK  Autriche
- 1932-1933 : Floridsdorfer AC  Autriche
- 1933-1945 : RC Paris  France

- 16 sélections en équipe de France A de 1938 à 1945 (1 but; il fut en son temps le plus vieux sélectionné de France, à la Libération)
- Sélections antérieures à 1933 : en équipe B d'Autriche

### Entraîneur
- 1940-1941 : SAS Épinal  France
- 1947-1948 : Red Star  France
- 1949-1950 : Olympique de Marseille  France
- 1950-1951 : SM Caen  France
- 1951-1952 :  Sarre
- 1953-1958 : RC Paris  France
- 1963 : Standard de Liège  Belgique

## Palmarès

### Joueur
- Champion de France en 1936 avec le RC Paris
- Vainqueur à quatre reprises de la Coupe de France en 1936 (année du doublé), 1939, 1940 et 1945 avec le RC Paris
- Champion d'Autriche amateurs en 1931 avec le Linz ASK
- Vice-champion d'Autriche amateurs en 1932 avec le Linz ASK
- Champion de Haute-Autriche amateurs en 1924, 1925, 1927, 1929, 1930 et 1931 (Linz ASK)
(Linz ASK : 1920 à 1932)

### Entraîneur
- Champion de Belgique en 1963 avec le Standard de Liège